# 우크라이나 소비에트 인민공화국
우크라이나 소비에트 인민공화국(러시아어: Украинская Народная Республика Советов 우크라인스카 나로드나 레스푸블리카 소베토프[*])은 1917년 12월부터 1918년 3월까지 존재한 소비에트 공화국이다. 이 공화국은 미콜라 포르슈가 3개월간 국가 원수 권한대행을 지냈다. 1917년 12월 25일 하르키우 전우크라이나 소비에트 의회가 "우크라이나의 민족 자결에 대한 소개"에 따라 하르키우에 귀족국회를 건설하게 되어 수립되었다. 수도는 하르키우이지만, 우크라이나 소비에트 공화국을 거치면서 우크라이나 소비에트 사회주의 공화국의 수도가 되었다. 1934년 우크라이나 소비에트 사회주의 공화국은 수도를 키예프로 옮기다가, 붕괴 후 우크라이나의 수도가 되었다.

## 붕괴
1918년 3월 오데사 소비에트 공화국과의 통합으로 인하여 우크라이나 소비에트 공화국으로 바뀌어 붕괴되었다. 우크라이나 소비에트 공화국은 1919년 3월 10일 우크라이나 소비에트 사회주의 공화국으로 넘기게 되었다.